# Лецено
Лецено (итал. Lezzeno) је насеље у Италији у округу Комо, региону Ломбардија.
Према процени из 2011. у насељу је живело 2012 становника. Насеље се налази на надморској висини од 252 м.

## Становништво
Према резултатима пописа становништва 2011. у општини је живело 2.052 становника.
| 1936. | 1951. | 1961. | 1971. | 1981. | 1991. | 2001. | 2011. |
| ----- | ----- | ----- | ----- | ----- | ----- | ----- | ----- |
| 1.840 | 1.902 | 1.928 | 1.978 | 1.980 | 1.959 | 2.071 | 2.052 |